# Mon arbre
Pour plus de détails, voir Fiche technique et Distribution.
Mon arbre est un film français réalisé par Bérénice André, sorti en 2011.

## Synopsis
Marie, une petite fille dont les parents sont tous homosexuels, et qui sont tous séparés, se demande si elle n'est pas le fruit de l'Immaculée Conception. Elle rencontre une autre petite fille dans le train qui l'emmène chez un de ses parents, Marion. Marie va tenter d'expliquer sa vie très compliquée avec deux papas, deux mamans, dont certains se sont mis en couple avec d'autre personnes.

## Fiche technique
- Titre : Mon arbre
- Réalisation : Bérénice André
- Scénario : Bérénice André
- Photographie : Florent Verdet
- Montage : David Jungman
- Production : David Amsalem, François Ducray, Damien Froidevaux et Cédric Walter
- Société de production : Entre2prises, Red Star Cinema, Arte, Dadson, Leader Intérim et Touscoprod
- Pays :  France
- Genre : comédie
- Durée : 48 minutes
- Dates de sortie : 
  -  France : 19 décembre 2011 (télévision)

## Distribution
- Léopoldine Vigouroux : Marie, la petite fille
- Fiona Cros : Marion
- Francis Leplay : Jean-Marc
- Thomas Suire : Yann
- Nicolas Bouchaud : Romain
- Yaël Elhadad : Itiya
- Jean-Pascal Abribat : Patrick
- Guilaine Londez : Isa
- Smadi Wolfman : Laurence
- Camille Japy : Cathy
- Léo Legrand : Victor
- Mathéo Yamos : Théo